# 別所山
別所山（べっしょやま）は、愛知県名古屋市緑区の地名。丁番を持たない単独町名である。住居表示未実施地域。

## 地理
名古屋市緑区南部の南大高地区に位置し、大高町、茨谷山、高根山、忠治山、南大高および大府市共和町と接する。
全域が道路施設である。

## 歴史

### 町名の由来
大高町の小字名「別所山」による。古くは「しょ」を「そ」と書いたため「べっそやま」との表記が見られる。「別所」とは「本所」に対する言葉であり、別の所領の山の意という。

### 行政区画の沿革
- 1995年（平成7年）6月22日 - 名古屋市大高南特定土地区画整理組合の設立が認可される[8]。
- 2015年（平成27年）9月12日 - 緑区大高町字茨谷山・水主ケ池・助治根山・高根山・忠治山・西茶屋・野廻間・平根山・別所山・山之田の各一部により同区別所山として成立[1]。

## 学区
市立小・中学校に通う場合、学校等は以下の通りとなる。また、公立高等学校全日制普通科に通う場合の学区は以下の通りとなる。
| 番・番地等 | 小学校                 | 中学校               | 高等学校 |
| ---------- | ---------------------- | -------------------- | -------- |
| 全域       | 名古屋市立大高南小学校 | 名古屋市立大高中学校 | 尾張学区 |

## 交通
- 国道23号（名四国道）
- 国道302号（名古屋環状2号線）
- 伊勢湾岸自動車道
- 名古屋第二環状自動車道

## 施設
- 名古屋南ジャンクション
- 名古屋南インターチェンジ

## その他

### 日本郵便
- 郵便番号 : 459-8015[4]（集配局：緑郵便局[11]）。